# Jane Rochford
Jane Parker, o Jane Bolena (Boleyn), vescomtessa de Rochford (c. 1505 – 13 de febrer de 1542), va ser una noble anglesa, cunyada d'Enric VIII. Era l'esposa del germà d'Anna Bolena, segona esposa del rei, a més de dama de companyia de les cinc primeres esposes d'Enric VIII. El seu testimoniatge va ser clau perquè Anna Bolena i el seu germà fossin executats per incest i traïció. Va morir el 1542, decapitada per alta traïció juntament amb Caterina Howard, la cinquena esposa d'Enric VIII, a la qual havia ajudat en les seves aventures amoroses.

## Naixement
Jane Parker, pel seu nom de soltera, va ser filla d'Henry Parker, desè baró de Morley, i d'Alice St. John, filla major de sir John St. John. Va néixer a Norfolk, Anglaterra al voltant de l'any 1505 en el si d'una família adinerada, ben relacionada, políticament activa i respectada entre la classe alta anglesa. El seu pare va ser un intel·lectual amb un gran interès en la cultura i l'educació.

## Joventut i relació ambCaterina d'Aragó
Va ser enviada a la cort en la seva adolescència, abans de complir els quinze anys, on va ser assignada al seguici de Caterina d'Aragó, esposa d'Enric VIII en aquell moment. És recordada per haver estat acompanyant reial a la festa de la famosa visita d'estat a França el 1520, que va ser coneguda com “The Field of the Cloth of Gold” (el camp de la tela d'or).
No han arribat retrats de Jane fins als nostres dies, per la qual cosa no se sap amb seguretat quina aspecte tenia. Es creï, no obstant això, que era bella, atès que va ser escollida per encarnar a una de les set virtuts femenines en la famosa obra “Château Vert”, estrenada a la cort en 1522. El grup el dirigia la princesa María, germana d'Enric VIII, i entre les ballarines estaven Maria Tudor i Anna Bolena.

## Matrimoni

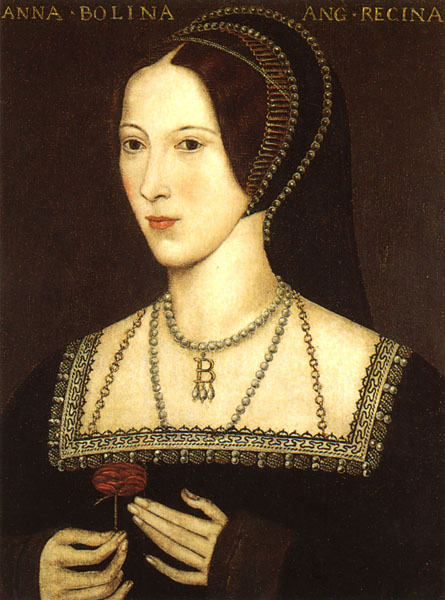
Retrat d'Anna Bolena, cunyada de Jane i reina d'Anglaterra, segona esposa d'Enric VIII

A la fi de 1524 o principis de 1525 es va casar amb George Boleyn, vescomte de Rochford i germà d'Anna Bolena, qui seria més tard la segona esposa del rei Enric VIII. En aquesta època, Anna encara no tenia relacions amb el rei, encara que ja era molt popular entre l'alta societat.
Per les seves noces, el rei va regalar a Jane i George la mansió de Grimston Manor a Norfolk. Es va convertir en vescomtessa de Rochford per matrimoni, i des de llavors es va conèixer a la cort (i en els escrits d'historiadors posteriors) com lady Rochford. En augmentar la riquesa i influència de la família Bolena, la parella va prendre el palau de Beaulieu com a residència principal, que van decorar amb una elegant capella, catifes importades, mobles de caoba i una considerable col·lecció d'objectes de plata.
El matrimoni de Jane i George s'ha considerat sempre desgraciat. Un historiador modern va suggerir que George Bolena era homosexual, el que explicaria la seva infelicitat. En la ficció, George se sol retratar com un marit que enganyava a la seva esposa amb dones i homes. La historiadora britànica Alison Weir va concloure que el matrimoni era infeliç, principalment a causa de George, encara que reconeix que és difícil concloure la seva inclinació sexual: “[un] talentós jove… molt ben plantat i promiscu. De fet, segons George Cavendish, va portar una vida desenfrenada, forçant vídues, desflorant verges… es creu que també es permetia activitats homosexuals, encara que no hi ha evidència d'això últim…”. No obstant això, el biògraf més recent de Jane discrepa amb aquests arguments i conclou que la veritable naturalesa del matrimoni no està clara, encara que suggereix que no era infeliç en absolut.
L'exacta naturalesa de la seva relació amb la seva germana política Anna Bolena tampoc està clara i no hi ha cap evidència de la seva relació amb l'altra germana del seu marit, Maria Bolena, amb qui havia estat en la cort des de l'adolescència. Se sol creure que Jane no sentia simpatia per Anna, probablement per gelosia o enveja. Malgrat tot, Jane va conspirar amb Anna per expulsar de la cort a una de les amants del rei el 1534. Quan el rei va descobrir la seva participació en aquesta intriga, la pròpia Jane va ser expulsada de la cort durant uns mesos.

## Paper en l'execució del seu marit
Després d'onze anys de matrimoni, al maig de 1536 George va ser arrestat i tancat a la Torre de Londres, acusat de mantenir relacions sexuals amb la seva germana, la reina Anna. Suposadament, Jane va acusar al seu espòs de incest i traïció, declarant estar convençuda que ell i Anna mantenien relacions sexuals des de l'hivern de 1535, la qual cosa deixava implícit que George era el pare del bebè que havia perdut la reina a principis de 1536. Segons la immensa majoria dels testimonis de l'època, no hi havia cap veritat en els rumors, però van proporcionar el pretext legal que els enemics dels Bolena necessitaven per enviar a lord Rochford al cadafal.
El sensacional testimoniatge de Jane en contra del seu marit podria haver estat un acte de maldat, degut de possiblement a la gelosia que sentia d'Anna. Certament aquesta va ser la conclusió a la qual van arribar els seus contemporanis i els historiadors posteriors. En l'actualitat, aquesta visió ha entrat a formar part de la cultura popular a través de retrats ficticis de la vida de Jane, entre ells dues novel·les, Vengeance is mine de Brandy Purdy i The Boleyn Inheritance de Phillipa Gregory, encara que és dubtosa l'exactitud històrica d'ambdues. En aquestes novel·les, el violent ressentiment de Jane cap a Anna la porta a la desintegració psicològica –la hi retrata com un ser trastornat i obsessivament gelós en Vengeance is mine i gairebé malaltissament amoral en The Boleyn Inheritance. En ambdues novel·les la hi presenta com una voyerista sexual.
Més seriosament, les generacions posteriors d'historiadors també van creure que el testimoniatge de Jane en contra del seu espòs i germana política el 1536 va ser motivat pel rancor més que per les seves accions, d'aquí la seva mala reputació històrica. En la generació posterior als fets, George Wyatt, el pare dels quals Thomas Wyatt el jove havia conegut als Bolena personalment, va descriure a Jane com “una esposa maquiavèl·lica, que va acusar al seu propi marit fins al punt de buscar el vessament de la seva pròpia sang”. Un segle després, un historiador anglès va afirmar que la raó del testimoniatge de Jane en contra d'ells es va haver del “odi inveterat” de Jane per Anna, producte de l'enveja que sentia de les aptituds socials de la reina i la gelosia que li provocava el fet que George preferís la companyia de la seva germana a la de la seva esposa. Alguns historiadors britànics dels segles xviii i xix han assenyalat que la violenta mort de Jane el 1542 va ser un cas de justícia poètica, ja que “la infame lady Rochford… es mereixia en justícia la seva destinació per l'interès que havia posat en porta a Anna, juntament amb el seu propi espòs, al cadafal”.

Julia Fox, única biògrafa moderna de Jane, rebutja aquesta negativa visió, i per contra creu que Jane va gaudir d'una bona relació amb la reina Ana, i va ser el terror provocat per la conjura palatina contra els Bolena el que va donar lloc al testimoniatge de Jane, tergiversat pels enemics de la seva família. Sobre la caiguda dels Bolena, Fox escriu:
| « | “Lady Rochford es va veure arrossegada a un remolí d'intrigues, ambigüitats i especulacions. Per quan Cromwell va anar a la recerca de Jane, ja tenia una gran part del que necessitava, no només per fer caure a Anna i al seu cercle, sinó també per facilitar el matrimoni del rei amb Joana Seymour ... Davant preguntes tan implacables i incessants, que no tenia més remei que respondre, Jane hauria buscat en la seva memòria qualsevol incident que pogués recordar, per mínim que fos ... Si no s'hagués afanyat a contestar, sinó que hagués cedit sota la pressió de l'incessant interrogatori ... I va ser la seva debilitat sota interrogatori la que li va donar als seus futurs detractors -encantats de trobar un cap de turc per exonerar al rei de l'atroç càrrec de matar cruelment a la seva esposa innocent- la munició per mantenir que era el seu testimoni el que havia enganyat a Enric, i destruït Anna i George…”. | » |

## Viudesa
George Boleyn va ser decapitat a Tower Hill el 17 de maig de 1536 davant una gran multitud. Va dedicar el seu discurs final principalment a promoure la seva nova fe protestant. Amb ell van ser executats quatre homes més, un d'ells plebeu, també acusats de ser amants d'Anna Bolena. Només va confessar el plebeu, Mark Smeaton, músic, i ho va fer sota terribles tortures (els membres de l'aristocràcia i la baixa noblesa no podien ser legalment torturats). Anna va ser executada l'endemà passat, decapitada per un botxí francès, hàbil amb l'espasa, dins del recinte de la Torre de Londres. La historiadora Julia Fox descriu la mort d'Anna com “la seva última representació”. L'aplom i valor que va mostrar en el patíbul va donar lloc a molts comentaris, i en les setmanes posteriors, l'opinió pública “va convertir a Anna en una heroïna perseguida, brillant en la seva saviesa i bondat de dona jove, bella i elegant”. No se sap si Jane va presenciar l'execució del seu espòs o de la seva germana política, però la compassió pòstuma que va despertar Anna en la gent va significar que els implicats en la seva caiguda adquirissin el paper de malvats. Segons la historiadora Julia Fox, aquesta actitud explica que les accions de Jane s'interpretessin com una conspiració nascuda de la crueltat i la gelosia.
Independentment de la possible participació de Jane en la caiguda dels Bolena, les conseqüències van ser devastadores per a ella, tant en l'àmbit financer com en el social. Les terres que els Bolena havien adquirit durant el regnat d'Anna i durant les quatre generacions anteriors, incloent els títols de comte de Wiltshire i de Ormond només podien heretar-se per línia masculina, i la mort de George va significar la seva pèrdua per a la família. Jane va mantenir el títol de vescomtessa de Rochford però en no tenir fills, no va poder beneficiar-se del que quedava de la fortuna de la família Bolena.

## Intrigues polítiques posteriors

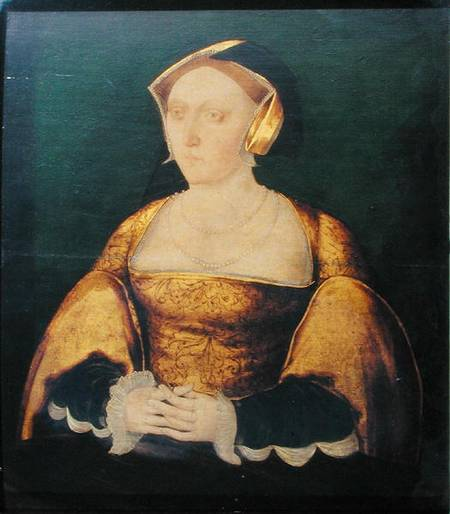
Retrat pòstum de Jane Seymour, tercera esposa d'Enric VIII.

Després de l'execució del seu marit, lady Rochford va estar absent de la cort durant un temps. Jane va invertir aquest temps a estabilitzar la seva situació financera, que va aconseguir negociant amb el seu sogre, Thomas Bolena, però sobretot amb Thomas Cromwell, primer ministre del rei. Els Bolena van acabar per assignar-li una considerable pensió anual de £100, el mateix que havien donat a la seva filla gran, Maria, quan va enviduar vuit anys abans. Aquesta quantitat de diners era molt menor a la qual percebia com a cunyada de la regna consort Anna, però suficient per viure conforme al seu rang, la qual cosa era essencial si pensava tornar a la cort, cosa que Jane es va esforçar a aconseguir durant els anys 1536 i 1537. Es desconeix la data exacta del seu retorn a la cort, però se sap que ho va fer com a dama d'honor de la reina Jane Seymour, el que significa que va tornar dins de l'any següent a la mort del seu espòs. Com a vescomtessa, se li va permetre portar un grup de servents amb ella, allotjant-se a palau com Lady Rochford. La seva manutenció era a càrrec del pressupost de la casa de la reina.

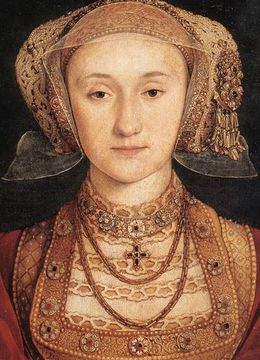
El testimoniatge de lady Rochford va ser essencial per aconseguir l'anul·lació del matrimoni d'Enric VIII i Ana de Cleves.

Després de la mort de Jane Seymour, el rei es va casar amb una princesa alemanya, Anna de Clèveris. Lady Rochford va atestar al juliol de 1540 que la reina li havia confiat que el seu matrimoni no s'havia consumat. Això va permetre a Enric VIII anul·lar la seva unió amb Ana de Cleves i casar-se amb el seu amant adolescent, Caterina Howard, cosina d'Anna Bolena, i per tant, emparentada amb Lady Rochford.

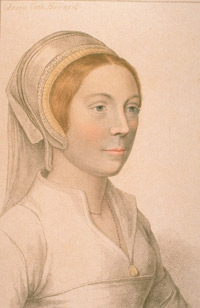
Caterina Howard, reina d'Anglaterra. Jane Rochford va actuar de alcavot en la seva aventura amb Thomas Culpepper

Lady Rochford va mantenir el seu lloc com a dama d'honor de la nova reina i va exercir una considerable influencia sobre ella, convertint-se en una de les seves favorites. Quan la jove reina es va cansar del seu vell i obès marit, va ser lady Rochford qui va organitzar les trobades entre Catalina i el ben plantat cortesà Thomas Culpeper, encara que existeixen dubtes quant a si realment aquesta relació va arribar a ser sexual. L'aventura va prosperar amb ajuda de Lady Rochford durant la visita reial al nord el 1541. A la tardor es van descobrir les indiscrecions de la reina i es va iniciar una recerca entorn de la seva vida privada.
La reina va ser confinada en les seves estances i després enviada sota arrest domiciliari a l'Abadia de Sion, un convent en desús allunyat de la cort. Es va interrogar als seus confidents i servents i es van registrar les seves estances. Molts dels servents i dames d'honor van recordar haver notat un sospitós comportament de Lady Rochford amb Caterina i Culpepper, la qual cosa va portar a la detenció de Jane per ser interrogada.
Finalment es va descobrir una carta d'amor de Caterina a Culpepper en la qual s'esmentava explícitament el paper de Jane Rochford en les trobades de la parella, la qual cosa representava un delicte menor de traïció, que a l'Anglaterra dels Tudor comportava la pena de mort. Jane va ser empresonada a la Torre de Londres.

## Caiguda i execució
Durant la seva captivitat a la Torre, va ser interrogada amb insistència, però sense sofrir tortura per la seva condició d'aristòcrata. No obstant això, sembla que va sofrir un col·lapse nerviós, i al començament de 1542 va ser declarada dement. Aquesta condició la inhabilitava per ser legalment sotmesa a judici pel seu paper en l'adulteri de la reina. No obstant això, el rei estava determinat a castigar-la, per la qual cosa va crear una llei que permetia executar als dements en cas d'alta traïció. Jane va ser condemnada a mort per acta de proscripció i es va fixar la seva execució per al dia 13 de febrer de 1542, el mateix dia que Caterina Howard.
La reina va morir primer, aparentment en un feble estat físic, encara que tranquil·la. Jane, que va ser testimoni de la mort de Catalina des del patíbul, va dirigir unes paraules als presents amb calma i dignitat. segons Alison Weir, la reina rondava els 17 anys al moment de la seva mort i Jane tenia uns 36.
Jane Rochford va ser enterrada al costat de Caterina Howard a la capella de Sant Pere ad Vincula, a la Torre de Londres, molt prop de George i Anna Bolena.

## Cinema
| Any  | Pel·lícula                     | Director        | Actriu        |
| ---- | ------------------------------ | --------------- | ------------- |
| 2015 | Wolf Hall (sèrie de televisió) | Peter Kosminsky | Jessica Raine |
| 2008 | Les Germanes Bolena            | Justin Chadwick | Juno Temple   |
| 2007 | Els Tudor (TV)                 | Michael Hirts   | Joanne King   |